# St. Mariä Himmelfahrt (Brehme)

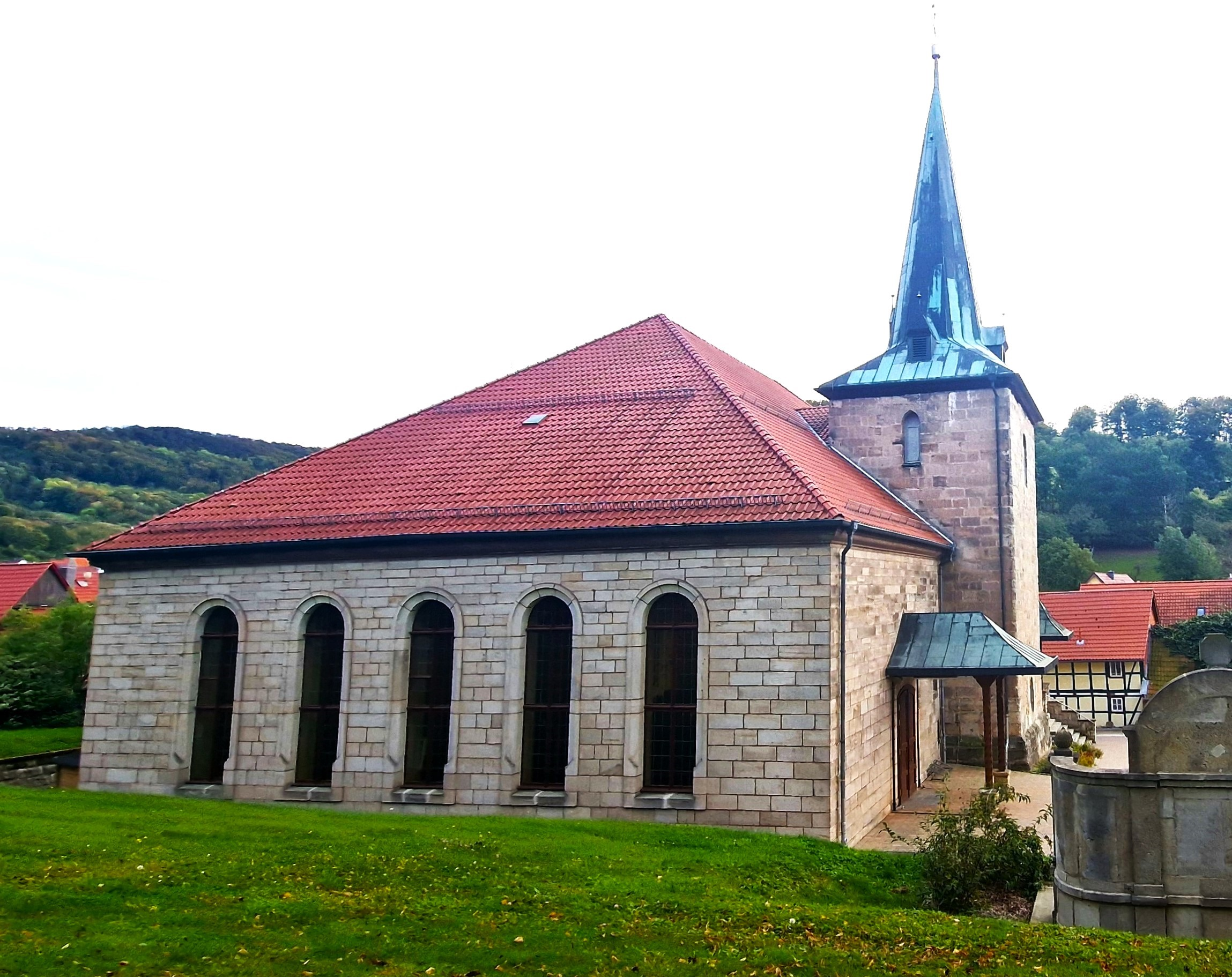
St. Mariä Himmelfahrt, Ansicht vom Kreuzweg

Die römisch-katholische Filialkirche St. Mariä Himmelfahrt steht in Brehme im thüringischen Landkreis Eichsfeld. Sie ist Filialkirche der Pfarrei St. Michael Weißenborn-Lüderode im Dekanat Leinefelde-Worbis des Bistums Erfurt. Sie trägt das Patrozinium Mariä Himmelfahrt.

## Geschichte
Ein Vorgängerbau entstanden um 1500. Von 1749 bis 1753 wurden Kirchenschiff und Chor neu errichtet. Im Juli 1756 wurde die Kirche durch Weihbischof Johann Friedrich von Lasser geweiht. Nachdem das Schiff abgerissen worden war, wurde von 1953 bis 1956 ein neues, erweitertes Schiff gebaut, Chor und Westturm wurden erhalten. Von 1935 bis 1956 wurde im südlichen Teil eine Unterkirche eingerichtet, die 2014 umgebaut und um einen Gemeinderaum erweitert wurde. Renoviert wurden die Kirche und der Hochaltar von 1971 bis 1973. 1996 wurde die Innengestaltung erneuert.

## Architektur

### Außenbeschreibung
Die Kirche ist ein Langhausbau mit sechs Achsen, Rundbogenfenstern und Walmdach. Der Westturm hat eine Spitzhaube. Der Chor ist polygonal mit Okulifenstern.

### Innenbeschreibung
Das Schiff ist vom Chor durch einen Bogen getrennt. Der Chor hat ein Rippengewölbe. Die Mitte des Schiffes hat eine leicht gewölbte Kassettendecke, an den Seiten ist die Kassettendecke flach.

## Ausstattung
Der barocke Hochaltar wurde 1785 von Jacob Schwedhelm aus Duderstadt geschaffen. Dargestellt ist die Kreuzigung Christi. Neben dem Kreuz stehen der hl. Johannes der Täufer und der hl. Josef von Nazaret, darüber ist die Aufnahme Mariens in den Himmel zwischen den hl. Bischöfen Dionysius von Paris und Bonifatius dargestellt. Gekrönt ist der Altar mit der Heiligen Dreifaltigkeit.

## Orgel
Die Orgel mit 25 Registern, verteilt auf zwei Manuale und Pedal, wurde 2003 von Georg Wünning erbaut. Die Disposition lautet wie folgt:
| I Manual   |       |
| Bordun     | 16′   |
| Principal  | 8′    |
| Rohrflöte  | 8′    |
| Gamba      | 8′    |
| Octave     | 4′    |
| Spitzflöte | 4′    |
| Quinte     | 2 ⁄3′ |
| Octave     | 2′    |
| Mixtur IV  | 2′    |
| Trompete   | 8′    |

| II Manual       |        |
| Geigenprincipal | 8′     |
| Gedackt         | 8′     |
| Salicional      | 8′     |
| Schwebung       | 8′     |
| Principal       | 4′     |
| Traversflöte    | 4′     |
| Nasat           | 2 ⁄3′  |
| Gemshorn        | 2′     |
| Terz            | 1 3⁄5′ |
| Larigot         | 1 ⁄3′  |
| Oboe            | 8′     |
| Tremulant       |        |

| Pedal     |     |
| Subbaß    | 16′ |
| Octavbaß  | 8′  |
| Violonbaß | 8′  |
| Dolkan    | 4′  |
| Fagott    | 16′ |

- Koppeln: II/I, I/P, II/P
- Effektregister: Zimbelstern

Anmerkungen
1. ↑  Vorabzug aus Mixtur IV

## Glocken
| Nr. | Gussjahr | Gießer            |
| --- | -------- | ----------------- |
| 1   | 1461     | Unbekannt         |
| 2   | 1949     | Schilling, Apolda |
| 3   | 1978     | Schilling, Apolda |